# Ambaixada romana (Sènons, 283 aC)
El Llegat romà va enviar una ambaixada romana a l'Epir el 279 aC.
Les ambaixades estaven formades per un grup d'ambaixadors i tenien per missió portar missatges del Senat a estats estrangers. El seu nomenament era considerat un gran honor i només es concedia a homes il·lustres.
El Senat romà va enviar una ambaixada amb el pretor Marc Curi Dentat el 283 aC als sènons per negociar l'alliberament dels presoners romans, que va ser rebuda hostilment i els seus membres assassinats pels sènons.